# Carlos Cardoso (futebolista)
Carlos Alexandre Cardoso, mais conhecido como Carlos Cardoso ou simplesmente Cardoso (Santa Rosa de Viterbo, 11 de setembro de 1984), é um ex-futebolista brasileiro que atuava como zagueiro.

## Carreira
Revelado pelo Comercial-SP, teve ainda uma breve passagem pelo Vitória em 2013, permanecendo durante todo o período na reserva. Fez a maior parte de sua carreira atuando por clubes menores do futebol europeu. Atualmente continua sua carreira no time amador de sua cidade, chamado Santa Rosa Futebol Clube, levando o time a ser campeão do Campeonato Amador Regional da Liga Serranense (campeonato amador regional de Ribeirão Preto) de 2019–20. Atualmente joga no time Masters do Santa Rosa Futebol Clube, que disputa competições amadoras de sua região.

## Títulos
Vitória
- Campeonato Baiano: 2013

Neftchi Baku
- Copa do Azerbaijão: 2013–14

Santa Rosa Futebol Clube
- Campeonato Amador Regional da Liga Serranense: 2019–20